# Karel Šejna
Karel Šejna (Zálezly, 1. studenoga 1896. – Prag, 17. prosinca 1982.) bio je češki dirigent i kontrabasist i šef dirigent Češke filharmonije tijekom 1950. godine.

## Život i karijera
Šejna je svoje glazbeno obrazovanje započeo na Praškom konzervatoriju u klas profesora Černýa (kontrabas; 1914. – 1920.) i kasnije profesora K B Jiráka (dirigrianje). Kao mladić je održao nekoliko koncerata u Egiptu. Nakon povratka u Čehoslovačku 1921. godine zaposlio se kao kontrabasist u Češkoj filharmoniji, a ubrzo nakon toga, 25. srpnja 1922., dirigirao je orkestrom na koncertu u Palači Žofín' u Pragu. Neke kompoziciji za gudački kvartet i orkestar tada su izvedene prvi put.
Dirigirati je počeo na preporuku šefa dirigenta i jednog od najboljih dirigenata toga vremena,  Václava Talicha. Nakon što je ispunio sve Talichove zadatke preporučio ga je Simfonijskom orkestru čehoslovačkih željezničara, gdje je dirigirao od 1925. do 1936. Od 1926. do 1938. Šejna je radio kao zborovođa Zbora Hlahol u mjestu Vinohrady, putujući potom u Kraljevinu Jugoslaviju i Beč. 1938. je postavljen za pomoćnog dirigenta Češke filharmonije. DIrigirao je stotine koncerata, uglavnom repertoar glazbe romantizma i glazbu 20. stoljeća. Dirigirao je prašku premijeru Janáčekove Glagoljske mise. Tijekom sezone 1937./38. bio je pomoćni dirigent Budimpeštanske filharmonije.
Nakon iseljenja Rafaela Kubelíka, poslijeratnog šefa dirigenta, Šejna je na kratko vrijeme postavljen za šefa dirigenta Češke filharmonije. Tijekom svog kratkog mandata organizirao je turneju po Istočnoj i Zapadnoj Europi te u Ujedinjenom Kraljevstvu. Izvodio je djela Hectora Berlioza, Césara Francka, Richarda Straussa i posebno Gustava Mahlera.
Šejna je snimio više od 70 snimki, uključujući Beethovenovu 6. simfoniju (tzv. Pastoralnu simfoniju) i Mahlerovu 4. simfoniju u G-duru. Bio je prvi dirigent koji je snimio većinu djela Bedřich Smetana. Snimio je i sva djela Zdeněka Fibicha i neke skladbe Antonína Dvořáka.
Kao dirigent Češke filharmonije, 1949. godine je premijerno snimio 3. simfoniju češkog skladatelja Bohuslava Martinůa zajedno za diskografskom kućom Supraphon.
Njegova snimka Dvořákovih Slavenskih plesova iz 1959. godine, bila je nagrađena francuskom glazbenom nagradom Cithare d´argent - Grand Prix de l´Association Française u Parizu 1977. godine.
U svojoj dirigentskoj karijeri je dirigirao 588 koncerata.